# Bayerische A II
Bayerische A II waren Lokomotiven der Königlich Bayerischen Staatsbahn.

## Beschreibung
Die Maschinen waren als Stephenson-Longboiler-Maschinen konzipiert. Der Gabelrahmen war als Innenrahmen ausgeführt und die Feuerbüchse wurde durch die hintere Laufachse unterstützt. Unterschiede gab es zwischen den Maschinen der beiden Herstellern einzig in der Lage der Speisepumpe. Während bei Keßler diese außen lag und durch den Treibzapfen betrieben wurde, lag sie bei Maffei innen und war an den Rückwärtsexzenter angehängt.
Nachdem sich herausgestellt hatte, das der Lauf der Lok sehr unruhig war, verlegte man die hintere Laufachse um rund 127 mm nach hinten. In den 1860ern wurden bei einigen Fahrzeugen die alten Kessel durch Kessel der Bauart Crampton ersetzt. Des Weiteren baute man sechs Exemplare zu C I und drei zu B I um. Die übrigen wurden zwischen 1871 und 1877 aus dem Dienst genommen und verschrottet.
Sie waren mit einem Schlepptender der Bauart 2 T 4,2 ausgestattet.